# Banici
Banici (org. Berg-Ejvind Och Hans Hustru) – film Victora Sjöströma z 1918 roku. Film rozgrywa się w XVIII wieku na Islandii i opowiada o tragicznej miłości wdowy i oskarżonego o kradzież banity, uciekających przed prześladowaniami. Jest filmową adaptacją sztuki Jóhanna Sigurjónsona pt. Berg-Ejvind i jego żona (1911).
Film należy do dzieł szwedzkiej szkoły filmowej. Za zdjęcia odpowiada jeden z ważniejszych operatorów tego nurtu – Julius Jaenzon.
Według Louisa Delluca Banici są najpiękniejszym filmem świata.

## Streszczenie fabuły
Mieszkająca na Islandii wdowa, Halla zatrudnia w swoim gospodarstwie przystojnego włóczęgę, Ejvinda. Nie wie, że Ejvind uciekł z więzienia, gdzie odbywał karę za kradzież owcy, której to kradzieży dokonał, aby zdobyć pożywienie dla rodziny. Ejvind i Halla zakochują się w sobie. Gdy wdowa poznaje prawdę o przeszłości ukochanego decyduje się na ucieczkę wraz z nim.
Banici znajdują schronienie w górach. Na odludziu żyją spokojnie, Halla rodzi córkę. Jednak ich kryjówka zostaje odkryta. Przybywa obława pod wodzą wójta, odrzuconego niegdyś adoratora Halli. W desperacji, aby uchronić się przed pojmaniem Halla rzuca w przepaść własne dziecko. Parze udaje się ujść pogoni, ukrywają się w górskiej dziczy.
Po latach starzejący się Halla i Ejvind nie są szczęśliwi. Dokuczają im wyrzuty sumienia z powodu śmierci córki, boli poczucie, że zmarnowali życie. Ich schronienie staje się pułapką za sprawą tygodniowej zamieci. Uwięzieni, głodni i zrozpaczeni, z inicjatywy Halli, decydują się popełnić samobójstwo, wychodząc w szalejącą zamieć.